# Alba de Yeltes
Alba de Yeltes es un municipio y localidad española de la provincia de Salamanca, en la comunidad autónoma de Castilla y León. Se integra dentro de la comarca de Ciudad Rodrigo y la subcomarca del Campo de Yeltes, que forma parte de la inmensa llanura del Campo Charro.
Su término municipal está formado por la localidad de Alba de Yeltes y el diseminado de El Mejorito, ocupa una superficie total de 22,36 km² y según los datos demográficos recogidos en el padrón municipal elaborado por el INE en el año 2017, cuenta con una población de 225 habitantes.

## Geografía
Su altitud es de 788 m sobre el nivel del mar.
Limita al norte con el municipio de Castraz, al noroeste con el municipio de Sancti-Spíritus, al oeste con el municipio de Ciudad Rodrigo y Bocacara (T.M. Ciudad Rodrigo), al sur con el municipio de Dios le Guarde, al suroeste con el municipio de Tenebrón y al este con el municipio de Aldehuela de Yeltes
| Noroeste: Sancti-Spíritus | Norte: Castraz      | Noreste: Castraz             |
| Oeste: Bocacara           |                     | Este: Aldehuela de Yeltes    |
| Suroeste Tenebrón         | Sur: Dios le Guarde | Sureste: Aldehuela de Yeltes |

El río que baña Alba de Yeltes es el río Morasverdes, pasando también por el término municipal el Yeltes.

## Historia
Su fundación se remonta a la repoblación efectuada por los reyes de León en la Edad Media, quedando encuadrado en la Diócesis de Ciudad Rodrigo tras la creación de la misma por parte del rey Fernando II de León en el siglo XII, denominándose en el siglo XV Aldeadalva. En el siglo XVII, Alba de Yeltes se convirtió en cabeza de condado, al otorgar Felipe IV a Luis Nieto de Silva el título de conde de Alba de Yeltes. En un diccionario toponómico de 1789 aparece como villa de señorío secular llamada Alba de Yéltes. Con la creación de las actuales provincias en 1833, Alba de Yeltes quedó encuadrado en la provincia de Salamanca, dentro del reino de León.

## Geografía humana

### Demografía
Cuenta con una población de 200 habitantes (INE 2024).
| Gráfica de evolución demográfica de Alba de Yeltes entre 1842 y 2021                                                  |
| |
| Población de derecho según los censos de población del INE. Población de hecho según los censos de población del INE. |

Según el Instituto Nacional de Estadística, Alba de Yeltes tenía, a 31 de diciembre de 2018, una población total de 220 habitantes, de los cuales 119 eran hombres y 101 mujeres. Respecto al año 2000, el censo refleja 284 habitantes, de los cuales 138 eran hombres y 146 mujeres. Por lo tanto, la pérdida de población en el municipio para el periodo 2000-2018 ha sido de 64 habitantes, un 23% de descenso.
El municipio se divide en dos núcleos de población. De los 220 habitantes que poseía el municipio en 2018, Alba de Yeltes contaba con 214, de los cuales 115 eran hombres y 99 mujeres, y El Mejorito con 6, de los cuales 4 eran hombres y 2 mujeres.

## Monumentos y lugares de interés
La iglesia parroquial de Nuestra Señora de la Asunción conserva en su primitiva fábrica la portada septentrional, animada con pomas, fue iniciada a finales del siglo XV. Su actual fábrica deriva en gran medida de las transformaciones llevadas a cabo en el siglo XVIII. En el interior destaca la pila bautismal de granito, con depósito animado de gallones, que muy bien podría corresponder al siglo XVI.

## Cultura

### Fiestas
Las fiestas patronales de Alba de Yeltes se celebran el día 2 de octubre, festividad de los Santos Ángeles Custodios.

## Administración y política
| Partido político                         | 2019  | 2019  | 2019       | 2015  | 2015  | 2015       | 2011  | 2011  | 2011       | 2007  | 2007  | 2007       | 2003  | 2003  | 2003       |
| Partido político                         | %     | Votos | Concejales | %     | Votos | Concejales | %     | Votos | Concejales | %     | Votos | Concejales | %     | Votos | Concejales |
| Partido Popular (PP)                     | 79,88 | 131   | 5          | 78,21 | 140   | 5          | 72,91 | 148   | 5          | 21,18 | 138   | 5          | 75,13 | 148   | 6          |
| Partido Socialista Obrero Español (PSOE) | 10,98 | 18    | 0          | 13,41 | 24    | 0          | 21,18 | 43    | 0          | 28,79 | 57    | 2          | 24,87 | 49    | 1          |